# Marta Fernandes
Marta Fernandes (Alcanena, 6 de Novembro de 1979) é uma atriz e cantora portuguesa. Ganhou especial notoriedade ao interpretar na versão portuguesa a protagonista da telenovela infantil Chiquititas (SIC), onde é uma ama divertida e pouco convencional, que ensina as crianças do orfanato a cantar e a dançar.

## Formação
Licenciou-se na Escola Superior de Música e das Artes do espetáculo em “Teatro – Estudos Teatrais”.

## Trabalhos
- Televisão
  - (2006/08)Aqui não Há Quem Viva(SIC – produção de Teresa Guilherme) - Luísa
  - (2006/08)Floribella (SIC – produção de Teresa Guilherme) - Lola
  - (2007/08)Chiquititas (SIC - produção de Teresa Guilherme) - Madelena Santana/Lili
  - (2009)Da maneira que é assim - (SIC – produção de Teresa Guilherme
  - (2012) Louco Amor- TVI - Produção Plural Enternaiment - Joana
  - (2013) Os Nossos Dias - RTP1 - Produção SP Televisão - Bela
  - (2014) Desafio Total - RTP1 - Produção Endemol - concorrente
  - (2023) A Casa da Aurora - SIC - como técnica da Tv Cabo (Atriz Convidada)

- Teatro
  - (2001) - A Princesa Malene (personagem – Princesa Malene) – no Teatro Helena Sá e Costa com produção do Núcleo de Criação Teatral.
  - (2001) - Antígona (personagem – Antígona) - Teatro Helena Sá e Costa.
  - (2001) – Cepervejo, com produção do Núcleo de Criação Teatral.
  - (2003) – Os Saltimbancos - Campo Alegre, (Companhia Seiva Trupe).
  - (2003) - Ser Pró, com produção do Instituto do Emprego e Formação Profissional.
  - (2004) - Quem Matou Ambrósio – Teatro Campo Alegre.
  - (2005) - O Auto da Índia (personagem – Moça) com a Companhia Seiva Trupe.
  - (2005) - A Canção de Lisboa – (cantora) Teatro Politeama.
  - (2006) - A Avalanche – (assistente de encenação) Teatro Villaret.
  - (2013) - Agarra Que É Milionário - Produção Aplaude Sucesso
  - (2017) - Enfim, Nós - Comédia Romântica de Cláudio Torres Gonzaga e Bruno Mazzeo, encenação Cláudio Torres Gonzaga, produção própria.

- Cinema
  - (2000) – Aissatu.
  - (2000) - Antes de Amanhã - estréia no Festival de Locarno e premiado no Festival de Curtas de Ovar.
  - (2011) - Telefilme - O Profeta - TVI - Produção Plural Entertainment

- Encenadora
  - (2005) - The Music Man (musical)

## Musicais
- (2016) - Fado e o Mar Que Nos Une

Este concerto é fruto do amor. O amor pela canção, o amor pelo mar, o amor pela nossa língua… o amor pela liberdade.
Marta Fernandes é uma “atriz com alma de cantora”. O seu percurso artístico tem sido o reflexo das suas duas grandes paixões: o Teatro e a Música. Neste concerto, sonho há muito tempo por concretizar, apresenta uma selecção de temas históricos da música brasileira, e do Fado que, por culpa do amor e do fascínio que intérpretes e compositores dos dois lados do oceano sempre sentiram pela poesia e musicalidades da nossa língua, fizeram nascer em parcerias aparentemente improváveis. 
Fã na mesma proporção de fadistas como Hermínia Silva, Alfredo Marceneiro, Carminho, Mariza e Amália Rodrigues, e de nomes brasileiros como Elis Regina, Chico Buarque, Caetano Veloso e Milton Nascimento, Marta Fernandes sempre se “encontrou” a meio desse caminho, não tão transatlântico assim, onde o Fado e a música brasileira se encontram.
O repertório deste concerto abrange desde canções lusitanas consagradas a fados mais recentes, passando por temas de compositores brasileiros que namoriscam o lirismo e a melancolia do espírito fadista. As músicas são costuradas por pequenos relatos históricos, poemas, e algumas curiosidades, potencializando não só semelhanças estéticas, como reforçando a ligação histórica entre Portugal e o Brasil.
Este concerto é também uma Ode ao Oceano… temática recorrente em ambas as culturas musicais, que remete a uma imensidão misteriosa — ainda que convidativa. 
"Como diria Vinícius de Moraes, “O sal das minhas lágrimas de amor criou o mar que existe entre nós dois para nos unir e separar."
Marta Fernandes será acompanhada por músicos residentes na Madeira que, com ela, irão propor uma visão contemporânea de temas universais como “Estranha Forma de Vida”, “Saudades do Brasil em Portugal”, “Fado Tropical”, “Fado Português”, “Canção do Mar”, “Sabiá”, “Eu Sei Que Vou Te Amar”, ou “Os Argonautas”, entre outros.

Marta Fernandes subiu ao Palco com Casa Cheia na Ilha da Madeira, esgotando assim uma sala de sessões para um espetáculo de música portuguesa.